# الکو نو مارکت (مینه‌سوتا)
الکو نو مارکت، مینه‌سوتا (به انگلیسی: Elko New Market, Minnesota) یک شهر در ایالات متحده آمریکا است که در شهرستان اسکات واقع شده‌است.

## خصوصیات
الکو نو مارکت ۸٫۷۰ کیلومترمربع مساحت و ۴٬۱۱۰ نفر جمعیت دارد و ۲۹۵٫۹۶ متر بالاتر از سطح دریا واقع شده‌است.